# 孫力
孫 力（そん りき、1949年10月16日 - 2010年5月9日）は、中華人民共和国の小説家。本名は孫勝利。代表作に小説『都市風流』。中国共産党党員。

## 略歴
原籍は河北省定州市で、1949年10月16日に広西に生まれた。
1969年、内蒙古生産建設兵団に入団。
1974年、天津師範大学中文系卒業。
後、中学教員、天津団校学長、天津青年報社社長、総編輯、天津市青少年報刊総社社長、総編輯を歴任する。
1984年、彼は作品を発表し始めた。
1991年、『都市風流』が第三回茅盾文学賞を受賞。
2010年、孫力は天津市で死去した。享年60歳。

## 作品

### 共著長篇小説
- 余小恵共著『但願人長久』
- 余小恵共著『都市風流』

### 中短篇小説
- 『棗花蜜』
- 『真誠』

## 受賞
- 1991年、『都市風流』、第三回茅盾文学賞。
- 『真誠』、天津市第二回魯迅文学賞。
- 『但願人長久』、天津市第四回魯迅文学賞。